# تيم كوني
تيم كوني (بالإنجليزية: Tim Cooney)‏ هو مهندس الصوت أمريكي، ولد في 14 يونيو 1951 في غلينديل في الولايات المتحدة.

## وصلات خارجية
- تيم كوني على موقع IMDb (الإنجليزية)
- تيم كوني على موقع قاعدة بيانات الفيلم (الإنجليزية)